# الشعوب (يريم)

تعديل مصدري - تعديل

الشعوب هي إحدى قرى عزلة ارياب بمديرية يريم التابعة لمحافظة إب، بلغ تعداد سكانها 1374 نسمة حسب تعداد اليمن لعام 2004.